# Национальный театр (Милан)
Национа́льный теа́тр (итал. Il Barclays Teatro Nazionale) — театр в Милане, Италия.

## История
Театр открылся в 1924 году. Здание построено по проекту архитектора Мауро Рота. Некоторую модернизацию «Национального театра» в 1979 году проводит его сын Джордано.
После частичного ремонта здания в 2001 году, театр, находясь под руководством Массимо Ромео Пипаро, меняет своё название на «Ventaglio Nazionale».
В 2009 году театр под своё управление берёт компания «Stage Entertainment Italy». Для возможности проката мюзиклов она проводит внушительную реконструкцию: изменение периметра сцены, замена светового и звукового оборудования, увеличение зрительного зала до 1500 мест. Также была обновлена площадь Пьемонте у здания театра: появились насаждения, скульптуры и подземная парковка, а пешеходная улица между театром и площадью названа в честь Джордано Рота.
Обновлённый театр с первоначальным названием — «Национальный театр» — открывается 24 октября мюзиклом «Красавица и чудовище».
С июня 2013 года в названии театра присутствует спонсорская приставка „Barclays“.

## Постановки в театре
| Дата открытия | Дата закрытия | Постановка                    | Жанр   | Примечания           |
| ------------- | ------------- | ----------------------------- | ------ | -------------------- |
| 24.10.2009    | 31.05.2010    | «Красавица и чудовище»        | мюзикл | Итальянская премьера |
| 24.09.2010    | 03.04.2011    | «Mamma Mia!»                  | мюзикл |                      |
| 27.10.2011    | 29.04.2012    | «Действуй, сестра!»           | мюзикл |                      |
| 18.10.2012    | 31.01.2013    | «Лихорадка субботнего вечера» | мюзикл |                      |
| 09.10.2014    | 28.12.2014    | «Грязные танцы»               | мюзикл |                      |
| 25.09.2016    | -             | «Свободные»                   | мюзикл |                      |